# Berejne, Kuibîșeve
Berejne (în ucraineană Бережне) este un sat în comuna Bilmanka din raionul Kuibîșeve, regiunea Zaporijjea, Ucraina.

## Demografie
Componența lingvistică a localității Berejne
     Ucraineană (100%)
Conform recensământului din 2001, toată populația localității Berejne era vorbitoare de ucraineană (100%).